# Helon Habila

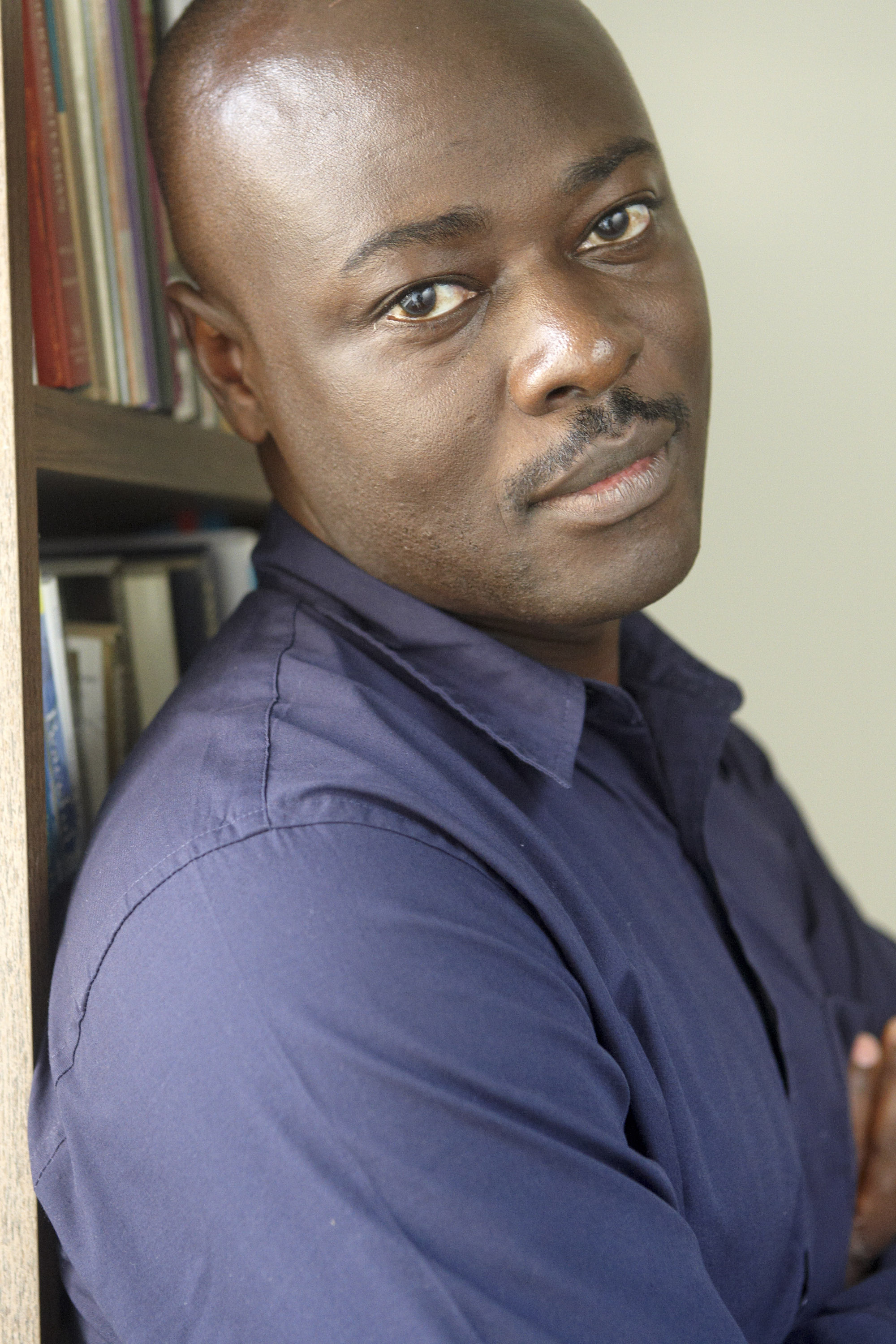
Habila, 2009

Helon Habila (Kaltungo, Gombe, noviembre de 1967) es un escritor nigeriano. 

## Trayectoria
Se licenció en literatura en la University of Jos y ha sido profesor en el Federal Polytechnic de Bauchi. Ha escrito para las publicaciones Hints  y Vintage. Ganó el Premio Caine en 2001. 
Fue becario en la Universidad de Anglia del Este e imparte escritura creativa en la Universidad George Mason.

## Obra
- Prison stories (2000)
- Waiting for an Angel: A Novel (2004)
- New Writing 14 (2006) (con Lavinia Greenlaw)
- Measuring Time: A Novel (2007)
- Dreams, Miracles, and Jazz: An Anthology of New Africa Fiction (2007) (con Kadija George)
- Oil on Water: A Novel (2010)
- The Granta Book of the African Short Story (2011)